# Jan Nepomuk Buquoy
Jan Nepomuk Josef z Buquoy (německy Johann Nepomuk Joseph von Buquoy; 28. června 1741 v Praze – 12. dubna 1803 tamtéž) byl český šlechtic, botanik a filantrop z původem francouzského hraběcího rodu Buquoyů.

## Mládí a vzdělání

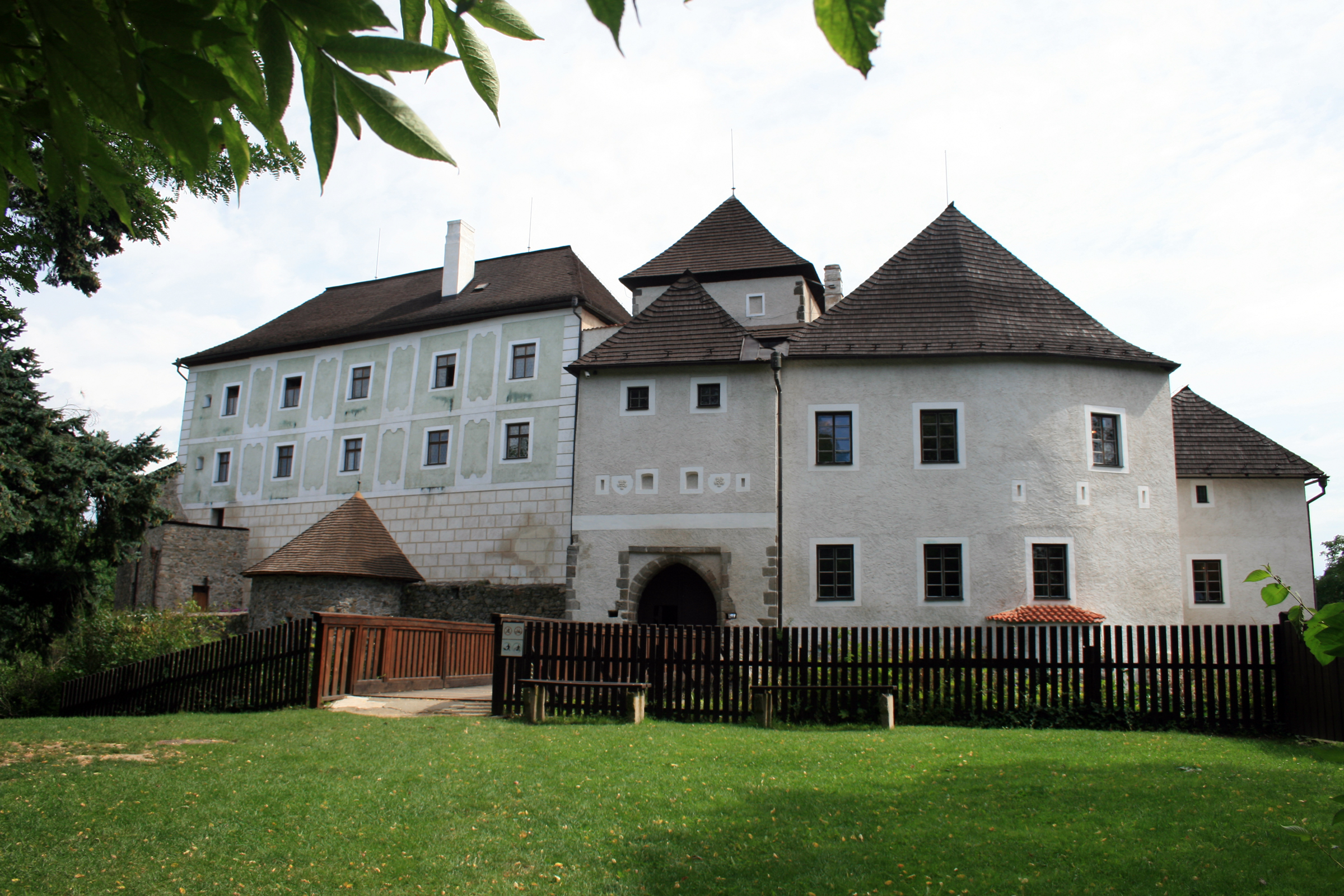
Hrad Nové Hrady

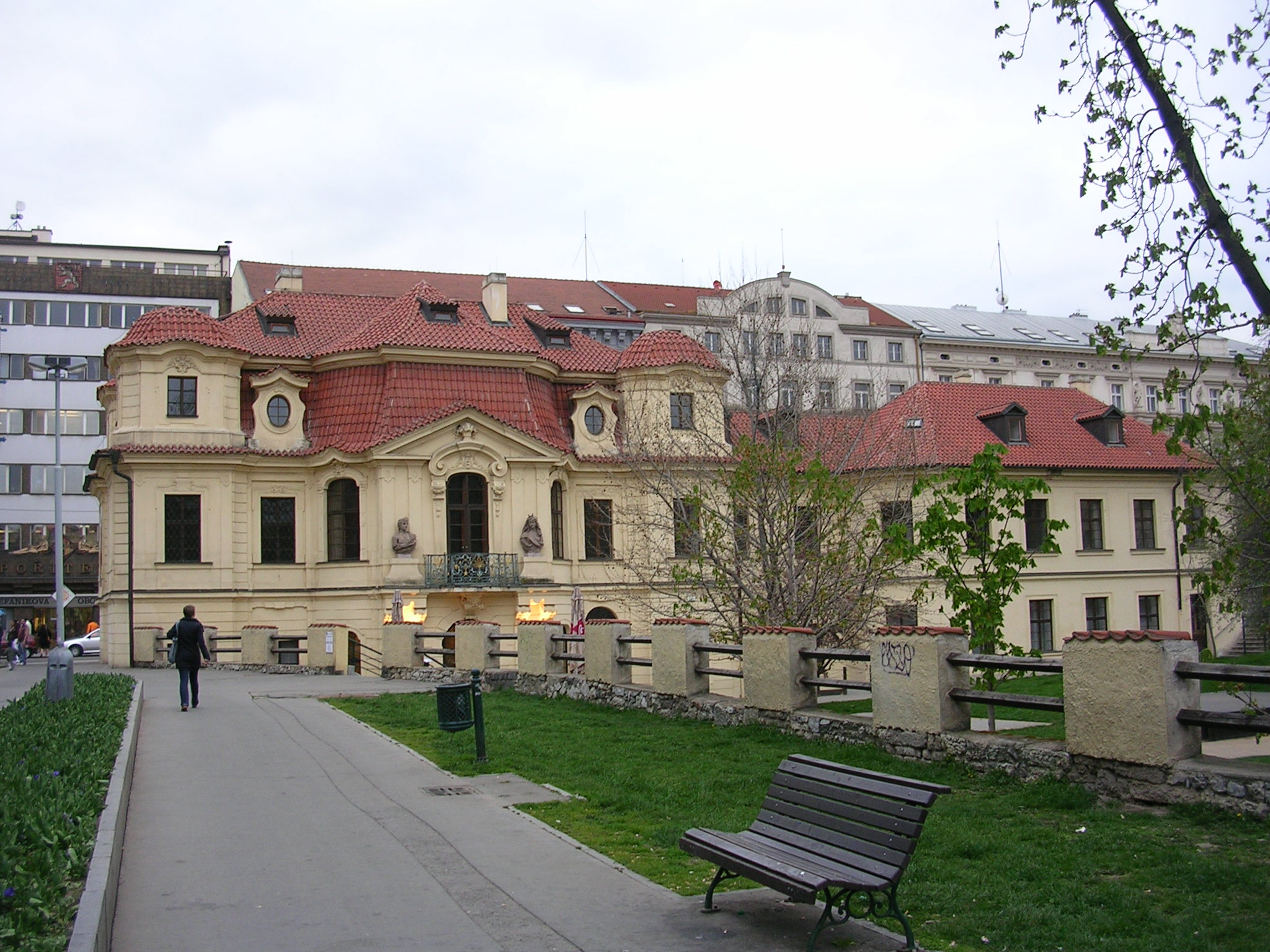
Vila Portheimka, bývalá buquoyská vila v Praze

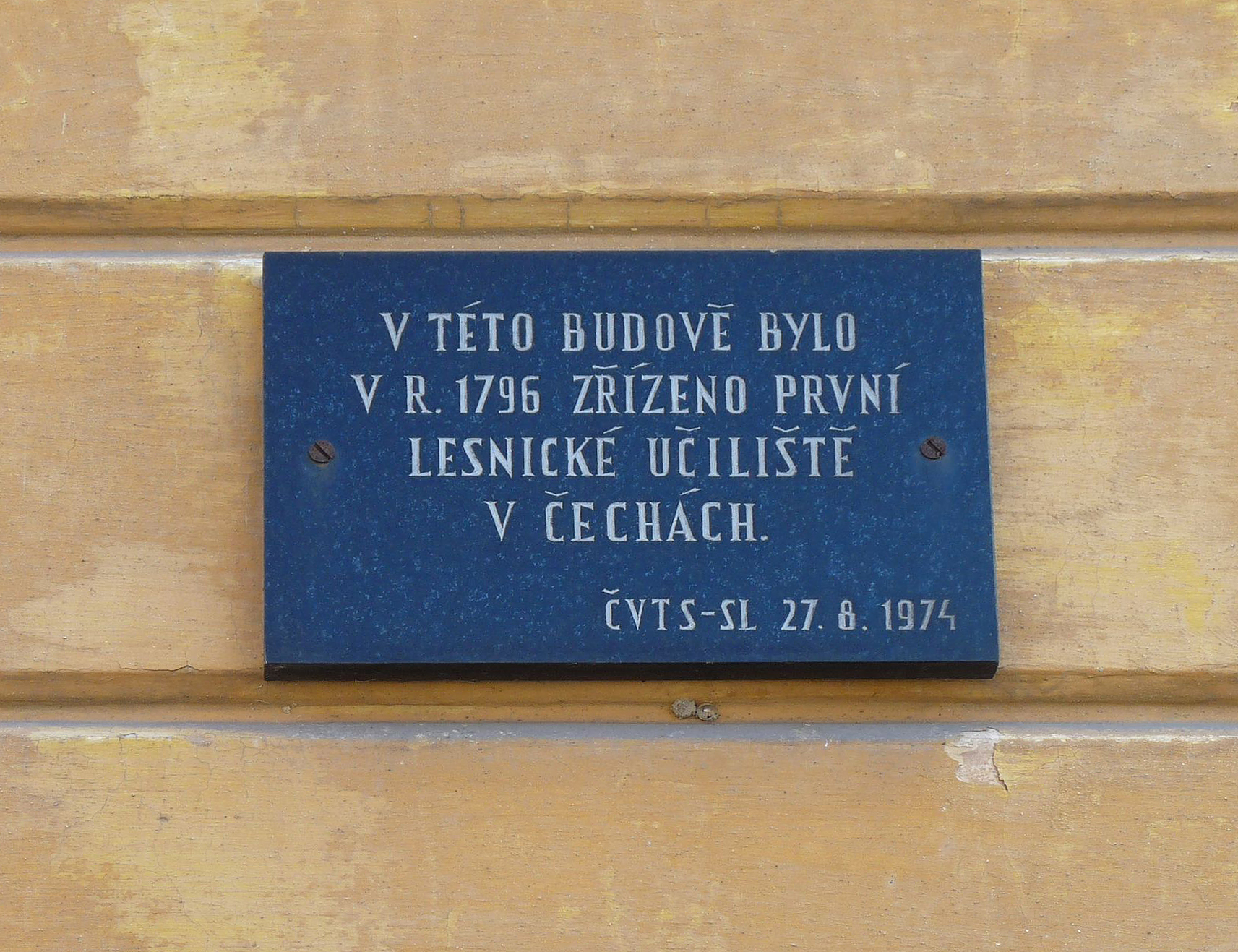
Tabule na bývalém lesnickém učilišti na Jakuli

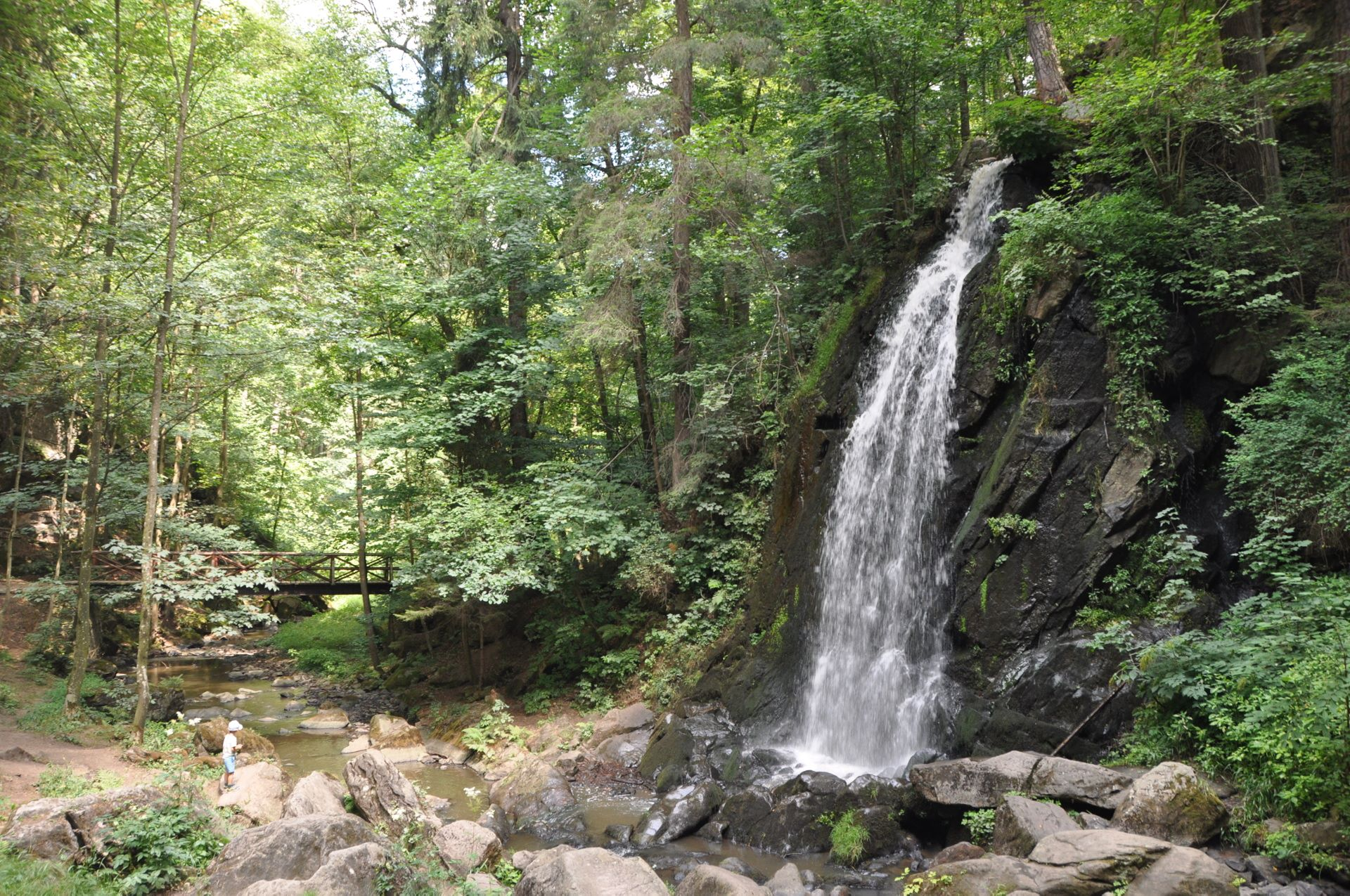
Umělý vodopád v Terčině údolí

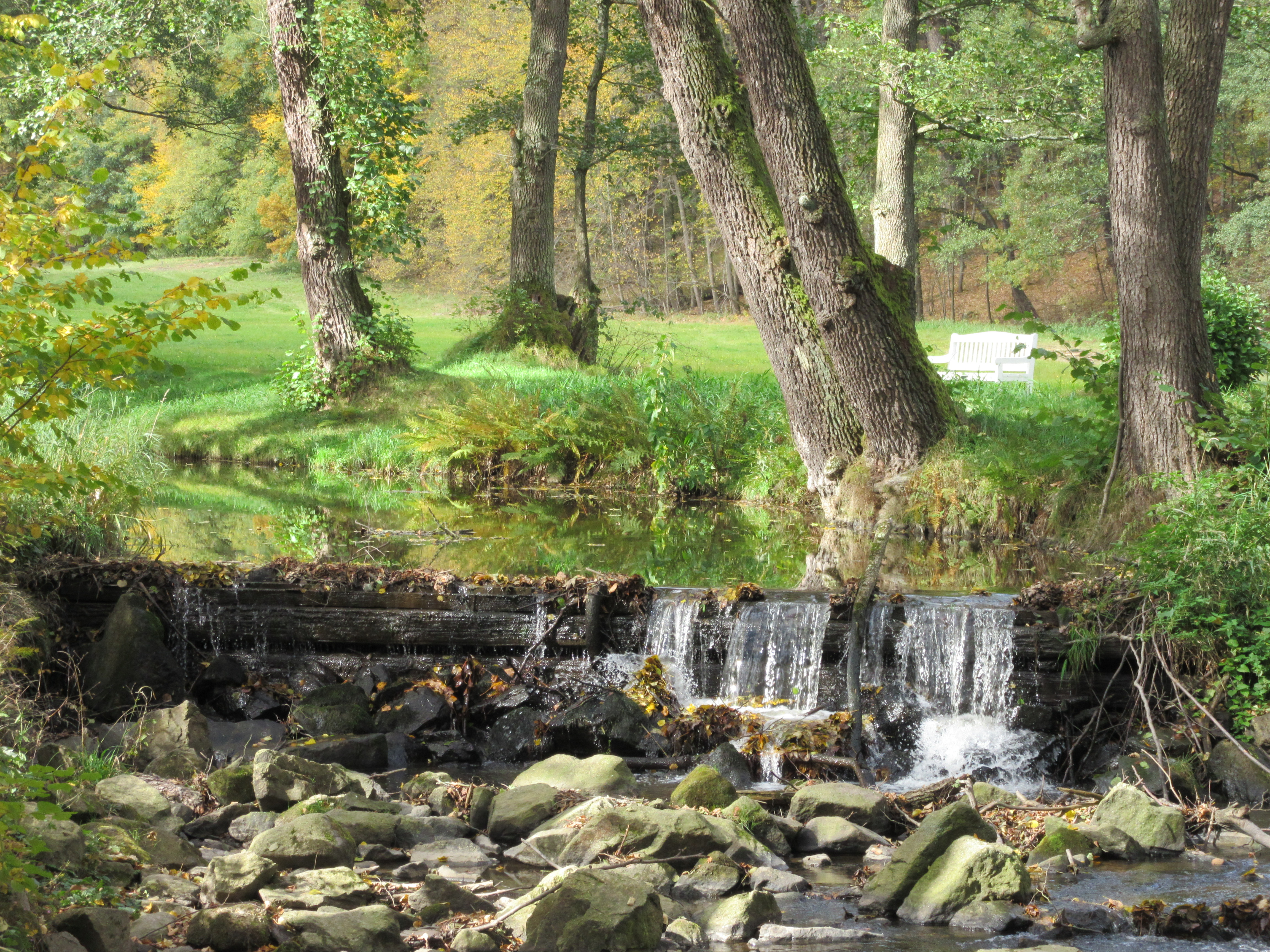
Řeka Stropnice protékající Terčiným údolím

Jan Nepomuk Josef Václav Prokop Vojtěch Liberat z Longuevalu, hrabě z Buquoy, svobodný pán z Vaux, zkráceně Jan Nepomuk z Buquoy, se narodil v Praze 26. června 1741 jako pátý z devíti dětí Františka Leopolda z Buquoy a jeho manželky Gabriely Johany Hermíny z Roggendorfu. Jeho otec byl velký český patriot, což se odráží i na přítomnosti jmen čtyř českých zemských patronů v Janově jméně. Byl nejstarším synem svých rodičů a jedním z šesti jejich dětí, které se dožily dospělosti. Spolu s ním to byly jeho další tři sestry a dva mladší bratři.
Na Janovo vzdělání byl kladen ze strany jeho otce velký důraz a proto byl poslán studovat na Karlo-Ferdinandovu univerzitu. Svá právnická studia ukončil roku 1762 veřejnou disputací a svou doktorskou práci na téma veřejného práva věnoval tehdejší císařovně Marii Terezii, která na tuto příležitost vyslala jako pozorovatele hraběte z Nostic. Jeho hodnocení byla kladná a císařovna nechala mladého Buquoye ustanovit apelačním radou a následně právním referendářem u Pražské apelační komory. Jan Nepomuk byl velmi nakloněn učení reformního katolického kněze Karla Jindřicha Seibta, z jehož okruhu si vybral dva nejbližší spolupracovníky, se kterými na svém novohradském panství zaváděl průkopnické sociální reformy. Byli jimi pozdější litoměřický biskup Ferdinand Kindermann a Bernard Josef Spatzierer.

## Činnost
Na novohradském panství zaváděl Jan Nepomuk z Buquoy mnoho reforem, mezi nimi i zemědělskou. Hlavní pozornost byla soustředěna na dobytek. Zvýšením jeho počtu, zlepšením jeho stavu a rozsáhlejším pěstováním pícnin začalo být získáváno mnohem více hnojiva, což se odráželo na větších zemědělských výnosech. Zajímavostí může být, že tur, který dovážel, pocházel ze Švýcarska. Jeho dalším počinem bylo upravení vodních toků od Pohoří na Šumavě, místa labsko-dunajského rozvodí, až k ústí Černé do Malše. To proto, aby se mohlo splavovat dřevo z hlubokých lesů Novohradských hor až do Českých Budějovic, neboť zdejší přeprava dřeva byla do té doby velmi namáhavá. V roce 1789 byla Janovi z Buquoy za tento významný počin udělena císařská pochvala. Hrabě se mimo jiné zaměřil i na lesy, které pokrývaly drtivou většinu oblasti jeho panství. Začal provádět jejich první odhady a vyměřování, nechal postavit několik mysliven a roku 1796 založil v Jakuli lesnické učiliště, druhé nejstarší svého druhu v habsburské monarchii.
Po konci třicetileté války začal rychle růst počet obyvatel, například počet domů v Nových Hradech se v průběhu 18. století téměř zdvojnásobil. Tato situace inspirovala Jana Nepomuka k osidlování všech končin svého panství. Účelem bylo zvýšení hodnoty panství a budování osad sklářů, lesních dělníků a vorařů pro lepší využití četných hvozdů. Mnoho nově založených sídel však po odsunu Němců po druhé světové válce zaniklo, jako například Malý Jindřichov. Některá však, například Petříkov nebo Černé Údolí, zůstala obydlená. Po tomto kroku nebylo výjimkou pěstování žita a ovsa v skoro tisíci metrech nad mořem. Většinou byla půda novým osídlencům propůjčena na doživotní nájem, tito „kolonizátoři“ byli nazýváni dominikalisté, protože žili na dominikálu, tedy panské půdě. Celá řada názvů těchto nových osad zmiňuje jméno jejich zakladatele a jeho rodiny, například: Janovy Hutě, Janovka a Nepomuk vzpomínají samotného hraběte, Terčí Ves (dnes Pohorská Ves), Terčí Dvůr a Terezina Huť jeho manželku, Janova bratra Leopolda skrývá název Leopoldov, synovce a dědice Jiřího z Buquoy zase Jiřice a Jiříkovo Údolí, na synovce Ludvíka pamatují Ludvické Hory a na neteř Pavlínu osada Pavlina. Pouze název Johannesberg nevychází od křestního jména nikterého příbuzného, nýbrž od kaple sv. Jana, a možnou domněnku o pojmenování podle hraběte zcela vyvrací český název Svatý Jan nad Malší.
Ve stínu zemědělství rostla v Nových Hradech i kultura. Jan Nepomuk sice pořádal koncerty povětšinou jen v buquoyské vile v Praze, nezapomněl však ani na své panství v jižních Čechách. V roce 1796 nechal vystavět malou venkovskou vesničku v zámeckém parku podle vzoru Trianonu u Versailles, jež sloužila k zábavě šlechtictva. Za zmínku stojí i významný počin jeho manželky Terezie, která roku 1756 založila přírodní park v okolí říčky Stropnice a nazvala jej Vallonchéri (Krásné údolí). Údolí přiléhá od jihozápadu k Novým Hradům a dříve sloužilo jako bažantnice. Dnes se park jmenuje Tereziino údolí, místně Terezino či Terčino údolí, a je jedním z turisticky nejvyhledávanějších míst v regionu. Za svého života plánoval hrabě i stavbu zámku, plány mu však zkřížil hladomor v sedmdesátých letech 18. století.
Cílem Jana Nepomuka bylo odstranit chudobu a proto založil organizaci sbírající a rozdělující milodary chudákům. Buquoyský chudinský ústav byl prvním zaopatřovacím zařízením podobného typu v Evropě. Kněží z Nových Hradů měli za úkol jej „propagovat“ při svých kázáních, aby se dostal do povědomí ostatních měšťanů. Sám hrabě se zavázal, že veškeré zpronevěřené peníze a zkažené naturálie vynahradí z vlastního. Ústav evidoval všechny místní chudé a rozlišoval je podle stupně chudoby. Tato evidence byla průkopnickou inovací hlavně kvůli zapisování příčin strádání daných osob. Jako první myšlenku chudinského ústavu převzal klášter ve Vyšším Brodě a poté mnoho měst v jižních a severních Čechách, pár míst v Dolních Rakousích a dokonce i v Bavorsku. Nápadem se inspiroval i Josef II., který Jana Nepomuka z Buquoy, i přes jeho nesouhlas, jmenoval státním úředníkem pro reorganizaci zaopatřovacích ústavů a likvidaci nadačního a bratrského jmění. V roce 1783 byl jmenován prezidentem vrchního nadačního ředitelství a roku 1784 prezidentem dvorské nadační komise. Novohradský hrabě byl s Josefem II. ve stále větší rozepři, a to až do císařovy smrti v roce 1790. Zřizoval rovněž školy, neboť vycházel z předpokladu, že vzdělání přinese lidem lepší výchozí šance pro jejich životní existenci a tím zmírní, či dokonce odstraní chudobu.
V letech 1783–1791 se zasložil o výstavbu poutního kostela Panny Marie Dobré rady v Pohoří na Šumavě.
Jan Nepomuk z Buquoy zemřel 12. dubna 1803 v náručí převora opatství Arrouaise v Artois, Dona Gosseho.